# Дендропарк Конотопського лісгоспу
Дендропа́рк Коното́пського лісго́спу — дендрологічний парк місцевого значення в Україні. Розташований у межах Конотопського району Сумської області, у східній частині міста Конотоп (вул. Конотопських партизанів, 97, територія Конотопського лісгоспу). 
Площа 1 га. Статус надано згідно з рішенням Сумської обласної ради від 18.11.2011 року. Перебуває у віданні ДП «Конотопське лісове господарство». 
Статус надано для збереження дендропарку, у складі якого 61 вид деревних і чагарникових порід, з них 53 види екзотичних порід. Дерева і кущі висаджені біогрупами з урахуванням їхньої ярусності. 
Дендропарк має природоохоронну, наукову, естетичну, рекреаційну, історико-культурну, пізнавальну та освітньо-виховну цінність.